# Pentala
Pentala är en ö i kommunen Esbo i Finland. Den är av Sommaröarna i Finska viken i landskapet Nyland.
Ön omfattar drygt 2 km² land, mestadels bergig och skogklädd terräng, samt en liten sjö, Pentalaträsket, på några hektar, där det ytterligare finns två små holmar på något tiotal kvadratmeter. De högsta bergen är över 30 meter höga, och på toppen som vetter mot havet har tidvis funnits utkikstorn. I träsket hittades i slutet av 1950-talet i dyn resterna av en äsping, vars ålder inte veterligt har vetenskapligt fastställts, (Artefakten finns i privat ägo), men antas vara från tider när sjön ännu hade förbindelse med havet. Träsket avsnördes från havet för ungefär 2000 år sedan. Därav har man dragit slutsatsen att ön varit populär som jaktmark även innan den bebyggdes. Där har nyligen åter börjat förekomma vitsvanshjort och rådjur, och både havsörn och fiskgjuse har siktats, fast de inte under överskådlig tid har häckat där.
Namnet har skrivits på olika sätt i urkunderna; Bentsall finns i dokument från 1500-talet, under 1600- och 1700-talen skrivs det för det mesta Pentari, och sedan början av 1800-talet den nuvarande formen. Det är oklart varifrån namnet härstammar, men det anses att ursprunget är finskt.
Ön har sedan senare delen av 1700-talet varit bebodd, och invid de äldsta byggnaderna vid hamnviken i nordost har funnits några hektar åker som mest användes till höäng, för de fåtaliga kreaturen som fiskarfamiljerna höll sig med. Fiskartorpen lydde först under Esbo gård. Enligt hörsägen var de första torparna fiskare från Estland som slog sig ner där. I slutet av 1800-talet bodde på ön fyra eller fem familjer, dels vid hamnviken och dels på västra sidan av ön. De flesta hade då löst in ägorna. Den sista fast bosatta fiskaränkan Gurli Nyholm (född Lönnberg år 1905) dog 1987, och därefter övergick hennes och hennes man Arvid Nyholms (1891-1972) byggnader i Esbo stads ägo. Esbo stadsmuseum har här öppnat Pentala skärgårdsmuseum år 2018.
I närheten av fiskebodarna finns sedan 1913 Esbo Segelförenings paviljong Paven, ritad av Sigurd Frosterus, på en vacker liten udde med sandstrand längst österut som de fick till skänks av patron på Moisö. Den sydvästligaste udden tillhör också en segelförening som har rekreationsutrymmen där. De första sommarvillorna dök upp i norra änden av ön vid det smala Kuggsundet mot Lillpentala omkring 1890, och i dag är praktiskt taget hela strandlinjen runt ön bebyggd med sommarstugor, undantaget den fina sandstranden Diksand (efter "diket", bäcken från träsket) som vetter söderut.

## Bildgalleri

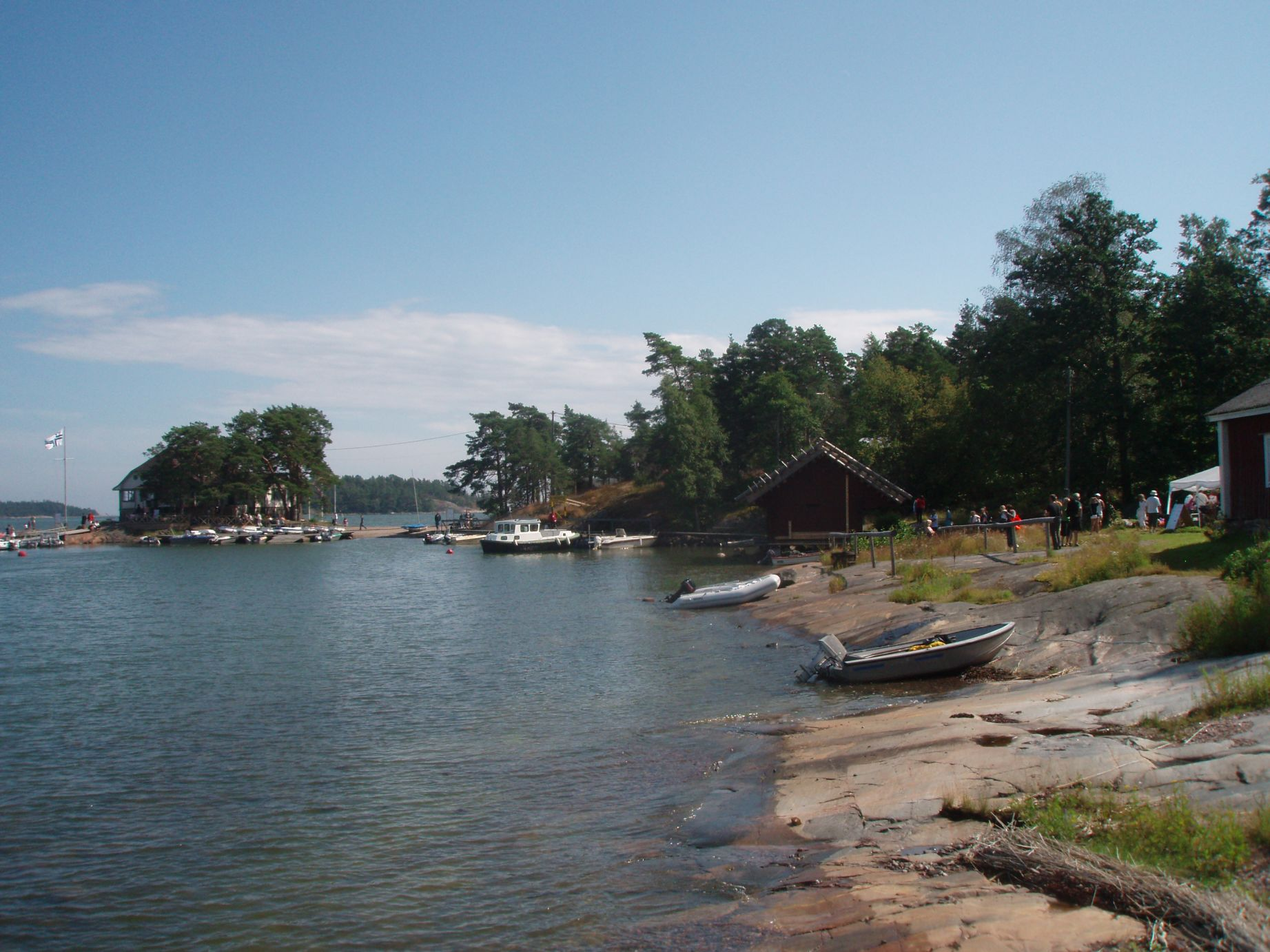
Vy från hamnviken med Esbo segelförenings klubbhus till vänster. Till höger den gamla fiskeboden. Längst till höger skymtar den äldsta byggnaden som hört till fiskarhemmanet, vars äldsta delar är från 1700-talet.
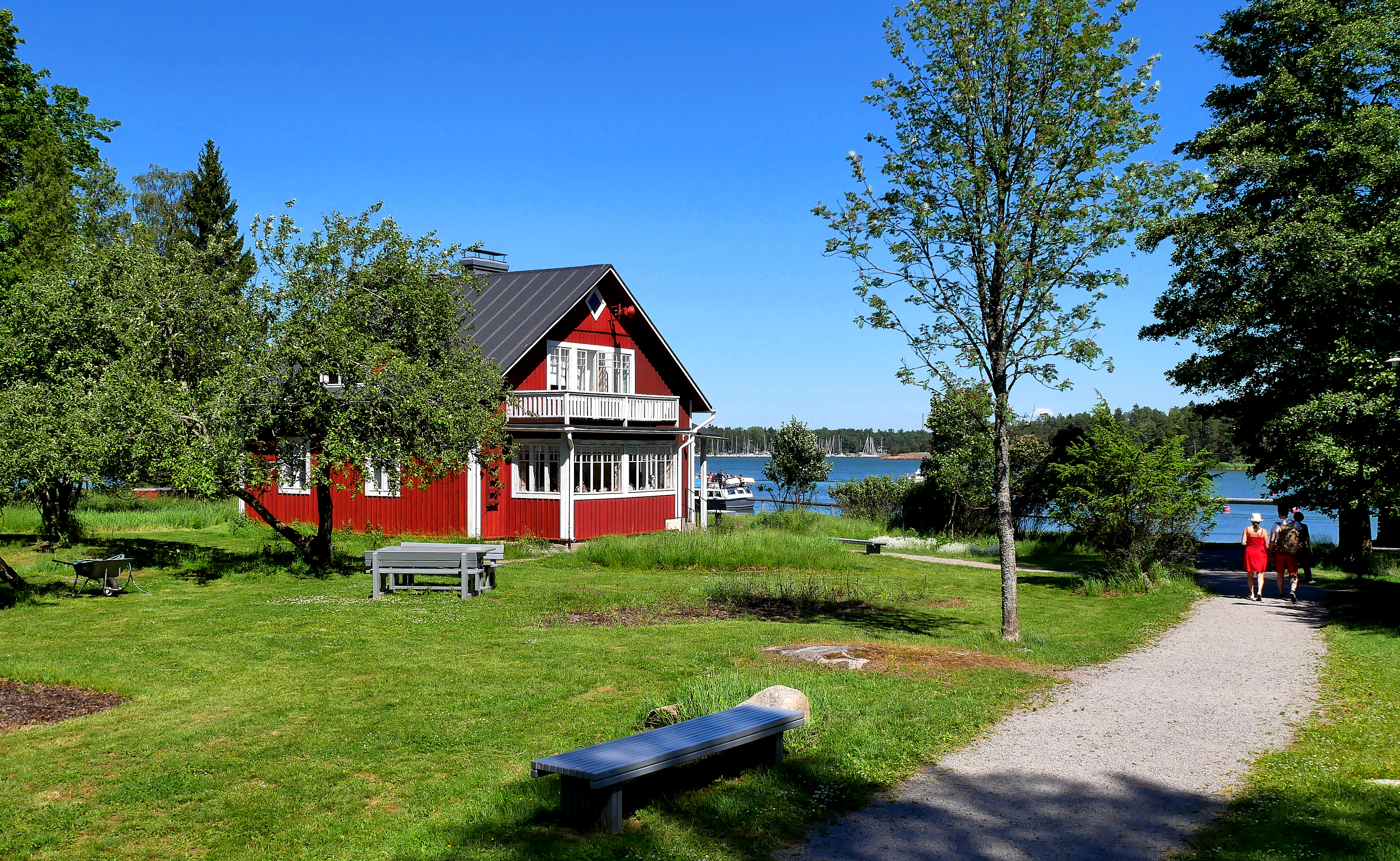
Pentala skärgårdsmuseum